# 2018년 러시아 대통령 선거
2018년 러시아 연방 대통령 선거는 2018년 5월 7일 취임하는 러시아 연방의 대통령을 선출한 선거이다. 선거 결과 블라디미르 푸틴이 재선하며 4선이 확정되었다.
선거 운동은 2017년 12월부터 시작되었으며, 2018년 3월 18일 선거가 치러졌다.
2017년 12월 6일 블라디미르 푸틴 현직 러시아 연방 대통령이 출마를 선언하였다. 이날 모스크바 연방특별시에서 열린 '2017 자원봉사자상' 시상식에서 곧 결정을 내릴 것이라고 밝혔으며, 이후 니즈니노브고로드의 GAZ 자동차 공장을 방문한 자리에서 러시아 연방 대통령선거 출마 선언을 하였다. 이어 12월 14일에 기자 회견을 통해 무소속으로 러시아 연방 대통령선거에 나서겠다고 밝혔다. 여당인 통합러시아당은 12월 23일 전당 대회를 통해 푸틴을 지지하기로 하였다.
블라디미르 블라디미로비치 푸틴 러시아 연방 대통령에 앞서서 겐나디 주가노프 러시아 연방공산당 총재, 블라디미르 지리놉스키 러시아 연방 자유민주당 총재 겸 원내대표,  그리고리 야블린스키, 보리스 티토프, 크세니야 솝차크 등이 출마를 선언하였다. 겐나디 안드레예비치 주가노프 러시아 연방공산당 총재는 러시아 연방 공산당 후보로 나설 예정이었으나, 고령을 이유로 파벨 그루디닌을 대신 추천하고 물러났다. 파벨 니콜라예비치 그루디닌은 후보 추대를 수락하고 러시아 연방 공산당의 후보로 러시아 연방 대통령선거에 나선다.
한편, 야권 지도자 중 한 명인 알렉세이 나발니 러시아의 미래 당대표는 지방 정부 고문 재직 시절에 일어난 횡령 사건과 관련한 유죄 판결로, 출마가 금지되었다. 
알렉세이 아나톨리예비치 나발니 러시아의 미래 당대표가 12월 24일 후보 등록 서류를 러시아 연방 중앙선거관리위원회에 제출하였으나, 러시아 연방 중앙선거관리위원회 측이 알렉세이 아나톨리예비치 나발니 러시아의 미래 당대표의 지지자 그룹의 등록을 거부하고 알렉세이 아나톨리예비치  나발니 러시아의 미래 당대표의 범죄 사실을 적시하여 출마 불가를 재확인하였다.

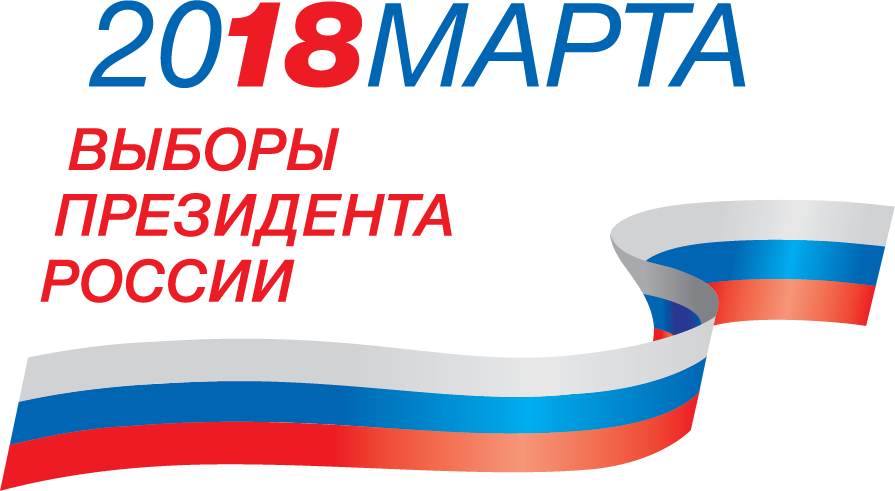
선거 로고

## 후보
다음의 인물 등이 대선 출마 선언을 하였다.
| 이름                  | 사진 | 소속 정당          | 비고                                                                                       |
| --------------------- | ---- | ------------------ | ------------------------------------------------------------------------------------------ |
| 블라디미르 푸틴       |      | 무소속             | 직접 선거 63.6% 득표, 현직 러시아 연방 대통령, 3선(3·4·6) 통합 러시아당이 지지.            |
| 파벨 그루디닌         |      | 러시아 연방 공산당 | 겐나디 주가노프 러시아 연방공산당 총재가 고령으로 인하여 물러나면서 후보로 추대됨. 첫 출마 |
| 블라디미르 지리놉스키 |      | 자유민주당         | 직접 선거 6.22% 득표                                                                       |
| 그리고리 야블린스키   |      | 야블로코           | 정치인                                                                                     |
| 보리스 티토프         |      | 우익활동당         | 기업인, 기업인 권리 보호 담당 대통령 전권대표                                              |
| 크세니야 솝차크       |      | 시민 발의당        | 방송인, 앵커                                                                               |

다음의 인물은 대선에서 물러났다.
| 이름            | 사진 | 소속 정당          | 비고                                                                                               |
| --------------- | ---- | ------------------ | -------------------------------------------------------------------------------------------------- |
| 겐나디 주가노프 |      | 러시아 연방 공산당 | 직전 선거 17.18% 득표 고령을 이유로 파벨 그루디닌을 러시아 연방 공산당 후보로 추대하면서 물러났다. |

## 여론조사

### 출구조사
| 조사기관 |       |          |            |        |            |        |          |        | 무효표 |
| 조사기관 | 푸틴  | 그루디닌 | 지리놉스키 | 솝차크 | 야블린스키 | 티토프 | 수라이킨 | 바부린 | 무효표 |
| -------- | ----- | -------- | ---------- | ------ | ---------- | ------ | -------- | ------ | ------ |
| 조사기관 |       |          |            |        |            |        |          |        | 무효표 |
| FOM      | 76.3% | 11.9%    | 6%         | 2%     | 1%         | 0.7%   | 0.7%     | 0.6%   |        |
| WCIOM    | 73.9% | 11.2%    | 6.7%       | 2.5%   | 1.6%       | 1.1%   | 0.8%     | 1.0%   | 1.2%   |

## 결과
득표율
| 후보                     | 후보                  | 정당             | 득표수      | %      |
| ------------------------ | --------------------- | ---------------- | ----------- | ------ |
|                          | 블라디미르 푸틴       | 무소속           | 56,430,712  | 76.69  |
|                          | 파벨 그루디닌         | 공산당           | 8,659,206   | 11.77  |
|                          | 블라디미르 지리놉스키 | 자유민주당       | 4,154,985   | 5.65   |
|                          | 크세니야 솝차크       | 시민 발의당      | 1,238,031   | 1.68   |
|                          | 그리고리 야블린스키   | 야블로코         | 769,644     | 1.05   |
|                          | 보리스 티토프         | 우익활동당       | 556,801     | 0.76   |
|                          | 막심 수라이킨         | 러시아 공산당    | 499,342     | 0.68   |
|                          | 세르게이 바부린       | 러시아 인민 동맹 | 479,013     | 0.65   |
| 무효/기권                | 무효/기권             | 무효/기권        | 791,258     | 1.08   |
| 합계                     | 합계                  | 합계             | 73,578,992  | 100.00 |
| 유효표/투표율            | 유효표/투표율         | 유효표/투표율    | 109,008,428 | 67.50  |
| 등록 유권자 수: CEC, RBC |                       |                  |             |        |

## 같이 보기
- 러시아의 대통령